# Gruppi bancari della zona euro per capitalizzazione
Elenco dei maggiori gruppi bancari mondiali della zona euro per attivo basato sul rapporto S&P Global dell'aprile 2020, redatta secondo il criterio IFRS (in inglese International Financial Accounting Standard, "Criteri di contabilità di finanza internazionale").
| #  | Gruppo bancario                 | Attivo (miliardi di euro) |
| -- | ------------------------------- | ------------------------- |
| 1  | BNP Paribas                     | 1929,26                   |
| 2  | Crédit Agricole                 | 956,72                    |
| 3  | Banco Santander                 | 902,61                    |
| 4  | Société générale                | 902,05                    |
| 5  | BPCE                            | 901,59                    |
| 6  | Deutsche Bank                   | 856,26                    |
| 7  | Intesa Sanpaolo                 | 847,82                    |
| 8  | Banca Mediolanum                | 840,72                    |
| 9  | Crédit Mutuel                   | 776,14                    |
| 10 | UniCredit                       | 760,21                    |
| 11 | Banco Bilbao Vizcaya Argentaria | 752,16                    |
| 12 | Rabobank                        | 662,77                    |
| 13 | SUI                             | 627,31                    |
| 14 | Nordea                          | 622,66                    |
| 15 | Danske Bank                     | 564,83                    |
| 16 | Commerzbank                     | 478,40                    |
| 17 | CaixaBank                       | 439,25                    |
| 18 | ABN AMRO                        | 420,89                    |
| 19 | KBC Bank                        | 327,87                    |
| 20 | La Banque Postale               | 304,88                    |
| 21 | Landesbank Baden-Württemberg    | 287,99                    |
| 22 | Bayerische Landesbank           | 266,27                    |
| 23 | Banco Sabadell                  | 251,10                    |